# Luis Trujillano
Luis Trujillano Puya (Jerez de la Frontera, 1º giugno 1933 – Madrid, 5 giugno 2016) è stato un cestista spagnolo.

## Carriera
Con la Spagna conquistò la medaglia d'oro ai Giochi del Mediterraneo del 1955.

## Palmarès
- Campionato spagnolo: 2

Real Madrid: 1957, 1958
- Copa del Rey: 3

Real Madrid: 1954, 1956, 1957